# Marjorie Mayans

a Compétitions nationales et continentales officielles uniquement.

b Matchs officiels uniquement.
Dernière mise à jour le 24 mars 2024.
Marjorie Mayans, née le 17 novembre 1990 à Tremblay-en-France, est une joueuse internationale française de rugby à sept et de rugby à XV. Elle évolue au poste de troisième ligne au club de Blagnac rugby féminin et en équipe de France où elle occupe également le poste de troisième ligne aile.

## Biographie
Marjorie Mayans est née le 17 novembre 1990 à Tremblay-en-France.
Elle joue son premier tournoi de rugby à sept en 2009, au tournoi de Dubaï. Elle évolue au poste de pilier.
Elle honore sa première cape internationale en équipe de France le 29 octobre 2011 contre l'Italie. 
En 2014, elle dispute les 5 matchs qui conduiront au Grand Chelem. Cette année là, Paris accueille la coupe du monde féminine, l'équipe de France terminera à la 3eme place de la compétition.
En 2016, elle participe aux Jeux olympiques de Rio avec l'équipe de France de rugby à sept.
Lors du Tournoi des Six Nations féminin 2017, elle évolue au poste de troisième ligne aile, contrairement à son poste habituel de trois-quart centre, avec l'équipe de France féminine de rugby à XV.
Avec son club de Blagnac Saint-Orens, elle joue en Top 8.
En 2017, elle est retenue dans le groupe pour disputer la Coupe du monde féminine de rugby à XV 2017 en Irlande. Elle dispute toutes les rencontres de l'équipe de France en tant que titulaire, sauf le premier match de poule contre le Japon où elle rentre en cours de partie. Elle inscrit deux essais pendant la compétition.
En 2018, elle participe au Grand Chelem de l'équipe de France dans le Tournoi des Six Nations.
En mai 2020, avec 179 matchs à son actif, soit le 3e meilleur total français à cette date (source: version anglais du site  World-Rugby/Sevens-Series  )[réf. nécessaire], et après avoir jonglé pendant plus de 10 ans entre le rugby à XV et à sept, Mayans annonce abandonner la pratique du sept afin de se consacrer à sa carrière à XV.
Elle est élue meilleure joueuse du XV de France lors de la saison 2020-2021.
En 2022, elle est sélectionnée par Thomas Darracq pour disputer la Coupe du monde de rugby à XV en Nouvelle-Zélande. Elle achève sa carrière par une 3e place, au terme d'une Coupe du monde où elle aura disputé 5 matchs, dont 3 en titulaire. Au total, celle qui est surnommée Marjo aura réussi la performance de disputer 15 matchs de Coupe du monde de rugby à XV, dont 12 en titulaire.
Elle est consultante pour TF1 lors de la Coupe du monde masculine de rugby à XV 2023 organisée en France et dont TF1, M6 et France Télévisions se partagent les droits de diffusion. Elle participe au Mag de la coupe du monde présenté par Isabelle Ithurburu.
Après la Coupe du monde, elle devient consultante pour Canal+, notamment pour commenter le rugby à sept et des matchs de Top 14. Elle travaille aussi pour Provale en tant que juriste et responsable du développement du rugby féminin.

## Palmarès

### En club
- Championnat de France féminin :
  - Finaliste (3) : 2021, 2022, 2023

### En équipe nationale
- Tournoi des Six Nations féminin :
  - Vainqueur : 2014 (Grand Chelem), 2018 (Grand Chelem)
- Coupe du monde de rugby à XV :
  - 3e : 2014, 2017, 2022
- Coupe du monde de rugby à sept :
  - 2e : 2018

### Distinction personnelle
- Nuit du rugby 2021 : élue meilleure internationale française de rugby à XV pour la saison 2020-2021[12].

## Style de jeu
Son jeu est caractérisé par une très bonne défense, avec son fameux plaquage aux chevilles, et une grosse activité générale. Elle est généralement considérée comme une des meilleures défenseuses de sa génération, au niveau mondial, en raison de la qualité et de la quantité de ses actes défensifs, que ce soit au poste de pilier à sept ou aux postes de centre et de flanker à XV.